# HD 126141
HD 126141 är en gulvit stjärna i huvudserien i Björnvaktarens stjärnbild.
Stjärnan har fotografisk magnitud +6,31 och befinner sig på gränsen till vad som kan observeras för blotta ögat vid mycket god seeing.